# Kamikaze (película)
Kamikaze es una película española escrita y dirigida por Álex Pina, protagonizada por Álex García Fernández, Leticia Dolera, Verónica Echegui, Carmen Machi, Eduardo Blanco y Héctor Alterio. Se estrenó en España el 28 de marzo de 2014. Es la ópera prima de su director que con anterioridad había trabajado en series de televisión como Bienvenidos al Lolita, El Barco o Los Serrano ejerciendo labores de guionista, dirección o producción.

## Argumento
Slatan (Álex García), es un ciudadano de Karadjistán, dispuesto a inmolarse dentro del vuelo Moscú-Madrid para acabar con la vida de sus pasajeros. Sin embargo, sus planes se ven trastocados cuando una tormenta de nieve impide el despegue del avión. Obligados a dejar pasar el temporal para poder seguir con el viaje, los pasajeros son realojados en un hotel donde el protagonista deberá convivir con aquellas personas a las que quería matar.

## Festivales y premios
2015
- 32.º Festival Internacional de Cine de Miami. Premio del público.[2]
- 22º Festival Solidario de Cine Español de Cáceres. Premio San Pancracio al Actor Revelación (Álex García).[3]

2014
- 17º Festival de Málaga de Cine Español. Sección oficial.[4]

## Reparto
| Intérprete               | Personaje             |
| ------------------------ | --------------------- |
| Álex García              | Slatan                |
| Eduardo Blanco           | Eugene                |
| Veronica Echegui         | Nancy                 |
| Carmen Machi             | Lola                  |
| Leticia Dolera           | Natalia               |
| Iván Massagué            | Camilo                |
| Héctor Alterio           | Lionel                |
| Anton Yakovlev           | Huvlav                |
| Karol Wisniewski         | Andrey                |
| Ajay Jethi               | Terrorista            |
| Alexis Michalik          | Sasha                 |
| Kaiet Rodríguez          | Álex                  |
| Matias Zukowski          | Niño Ruso             |
| Agnes Kiraly             | Azafata Tierra        |
| Paula Semikozova         | Azafata Avión         |
| Perla Ali Mendoza        | Azafata Avión 2       |
| Gosia Moskalewicz        | La Recepcionista      |
| Daniel Horvath           | El Recepcionista      |
| Ara Malikian             | Violinista            |
| Algis Arlauskas          | Jefe Escuadrón        |
| Bojan Ivic               | Policía 1             |
| Eduard Iósif             | Policía 2             |
| Markus Laimbauer         | Policía 3             |
| Maurycy Lyczko           | Policía 4             |
| Marco Rodríguez          | Bebé                  |
| Witold Jakobik           | Boris                 |
| Yago Tabares             | Ravil                 |
| Lucy Helovers            | Meteoróloga           |
| Darko Peric              | Jefe Protección Civil |
| Chendo Lestao            | Isidro                |
| María Jesús Hoyos        | Pasajera              |
| Paula Larrea             | Mujer Rusa            |
| Peter Nikolas            | Hombre Ruso           |
| Grozdan Alexandrov-Tozo  | Acordeonista          |
| Teruhisa Okano           | Chino 1               |
| Yoshiji Numata           | Chino 2               |
| Jordan Borisov           | Empleado Aéreo 1      |
| Luis Pacheco López       | Comandante Avión      |
| David del Valle Martínez | Copiloto Avión        |
| Marcin Zielinski         | Soldado Ruso 1        |
| Vladimir Albert          | Soldado Ruso 2        |
| Leonid Budyak            | Soldado Ruso 3        |
| Álex Santo               | Francotirador         |
| Serguei Krioutchkov      | Dueño Perro           |
| José Calvo Pastor        | Karadjo               |
| Rúa                      | Perro                 |